# Пенцишув
Пенцишув (пол. Pęciszów) — село в Польщі, у гміні Завоня Тшебницького повіту Нижньосілезького воєводства.
Населення — 170 осіб (2011).
У 1975—1998 роках село належало до Вроцлавського воєводства.

## Демографія
Демографічна структура станом на 31 березня 2011 року:
|          | Загалом | Допрацездатний вік | Працездатний вік | Постпрацездатний вік |
| -------- | ------- | ------------------ | ---------------- | -------------------- |
| Чоловіки | 91      | 22                 | 60               | 9                    |
| Жінки    | 79      | 13                 | 52               | 14                   |
| Разом    | 170     | 35                 | 112              | 23                   |